# Батіг долі
«Батіг долі» (англ. The Lash of Destiny) — американська драма режисера Джорджа Тервіллігера 1916 року.

## У ролях
- Гелен Грін — Саллі Нерінг
- Артур Гаусман — Ел Вейн
- Гертруда Маккой — Майра Філдінг
- Дункан Макрей — Берт Темпл
- Маргарет Мілн — прислуга
- Мейбл Жюльєнна Скотт — Едіт Вейн